# 芍藥甘草湯
芍藥甘草湯，出自《傷寒雜病論》。

## 主治
腳攣急。
1

## 臨床實驗
對肝硬化患者126例（芍藥甘草湯群65例、安慰劑群61例）作雙盲亂數化實驗，芍藥甘草湯與安慰劑群對比，無論筋痙攣次數、最終全體改善程度（痙攣持續時間或疼痛程度等）均有明顯改善。